# 桑吉沃·坎杜里
桑吉沃·坎杜里（英語：Sanjeev Khanduri，1958年4月8日—），印度外交官，曾任印度駐肯尼亞蒙巴薩助理高級專員、印度駐阿富汗赫拉特總領事等職務。

## 經歷
桑吉沃·坎杜里生於1958年4月8日。
2007年9月至2009年11月，任印度駐赫拉特總領事。後任印度駐埃塞俄比亞大使館一等祕書、印度駐蒙巴薩助理高級專員。